# NGC 191
NGC 191 es una galaxia espiral intermedia localizada en la constelación de Cetus.